# A otro nivel
A otro nivel es un reality show colombiano producido y transmitido originalmente por Caracol Televisión. La conducción del programa está a cargo de Paulina Vega. El concurso inicia con la selección de un limitado grupo de intérpretes y cantantes, los cuales se enfrentarán entre ellos en una serie de duelos musicales, con el objetivo de ir avanzando en la competencia y convertirse en el ganador de un premio millonario.
La primera temporada del programa fue estrenada el 30 de marzo de 2016 y la segunda el 19 de septiembre de 2017. Ambas contaron con la aceptación del público en general, e hicieron parte del top 5 de los programas más vistos del año en sus respectivas ediciones.
En el transcurso del 2019, Caracol Televisión confirmó la producción de una tercera temporada, la cual estaría enmarcada por la reestructuración del formato y por la presencia de un nuevo panel de jurados. El cambio más significativo ocurre con la fusión entre la idea original del reality y la mecánica de un concurso brasileño llamado Canta conmigo.
La tercera temporada debió suspenderse y finalizar emisiones temporalmente el 14 de abril de 2020, debido a que para la fecha en que se estableció la cuarentena por la pandemia de COVID-19 originada en Colombia, no se habían finalizado grabaciones. Por esto la producción fue reemplazada por La Venganza de Analía.
Luego de meses de suspendidas las grabaciones debido a la cuarentena, dado que comenzó la nueva normalidad, se reanudaron grabaciones a finales de diciembre de 2020 con los protocolos de higiene aprobados. El programa se reanudó el 3 de febrero de 2021 en reemplazo de la repetición de Pasión de gavilanes.

## Formato

### Etapa:Canta conmigo
A partir de la tercera temporada, A otro nivel se fusionó con el formato musical "Canta conmigo", en el cual cada noche 7 participantes se enfrentan a un panel de 100 jurados conformado por expertos en música, los cuales a través de botones decidirán quienes continúan. Los 3 mejores cantantes de cada noche avanzarán a la etapa del Ascensor y en caso de que los 100 jurados opriman el botón, el participante avanzará directamente a la etapa de Fusiones.

### Etapa 1: Las Audiciones (Ascensor)
En cada episodio, se presentará una cierta cantidad de participantes, los cuales tendrán que interpretar una canción de libre elección, en un tiempo de 90 segundos. Mientras estén realizando su presentación, los tres miembros del jurado tienen que decidir si ese concursante está «A Otro Nivel», oprimiendo el botón que tienen frente a ellos. Para que un participante clasifique y quede en la competencia debe tener como mínimo dos votos por parte de los jueces. Cuando esto ocurre, el ascensor en el que los aspirantes están cantando, comienza a subir automáticamente hasta llegar al nivel 2 (con el primer voto) y al nivel 3 (con el segundo voto). En el caso de que tenga sólo un voto o, llegado el caso, ninguno; queda eliminado.

### Etapa 2: Las Fusiones
En esta etapa, los participantes se enfrentan divididos en grupos de cuatro y dado el caso en las finales de tres o dos, con diferentes géneros musicales y con una misma canción. La interpretación la realizan juntos, pero cada uno le imprime su propio sello y estilo. Al final, el jurado decide cuáles serán los tres participantes que avanzarán al siguiente nivel.

### Etapa 3: Las presentaciones finales
En esta etapa, los finalistas se enfrentan en parejas. Cada uno de los participantes elige una canción de su preferencia y ambos participantes cantan las dos canciones en dueto. Este proceso se repite hasta encontrar por votación del público al artista que esta A otro nivel.

## Equipo del programa

### Presentadores
| Nombre         | Ocupación                                            | Temporadas | Temporadas | Temporadas |
| Nombre         | Ocupación                                            | 1          | 2          | 3          |
| -------------- | ---------------------------------------------------- | ---------- | ---------- | ---------- |
| Paulina Vega   | Modelo, presentadora y exreina de Miss Universo 2014 |            |            |            |
| Linda Palma    | Presentadora de televisión y modelo                  |            |            |            |
| Mateo Carvajal | Modelo y ganador del Desafío 2017                    |            |            |            |

### Jueces
| Nombre            | Ocupación                                        | Temporadas | Temporadas | Temporadas |
| Nombre            | Ocupación                                        | 1          | 2          | 3          |
| ----------------- | ------------------------------------------------ | ---------- | ---------- | ---------- |
| Kike Santander    | Compositor y productor discográfico              |            |            |            |
| Silvestre Dangond | Cantante, presentador de televisión y compositor |            |            |            |
| Fonseca           | Cantautor                                        |            |            |            |
| Paola Jara        | Cantante                                         |            |            |            |
| Greeicy Rendón    | Actriz y cantante                                |            |            |            |
| Diego Torres      | Cantautor y músico                               |            |            |            |
| Noel Schajris     | Cantautor y músico                               |            |            |            |

### Reporteros digitales
| Nombre         | Ocupación                | Temporadas | Temporadas |
| Nombre         | Ocupación                | 1          | 2          |
| -------------- | ------------------------ | ---------- | ---------- |
| Mateo Carvajal | Ganador del Desafío 2017 |            |            |

### Participantes

#### Primera temporada
| Participantes           | \| Nombre \| Género musical \| Información \| \| ----------------------- \| -------------- \| -------------------------- \| \| Jhon Onofre[21] \| Llanera \| Ganador (nivel 12) \| \| El Puma del Vallenato \| Vallenato \| Finalista (nivel 12) \| \| Mr. Steve \| Urbano \| Finalista (nivel 12) \| \| Rafy Champion \| Salsa \| Finalista (nivel 12) \| \| Edier Navarro \| Popular \| 47.º eliminado (nivel 11) \| \| Dora Helena \| Ranchera \| 46.ª eliminada (nivel 11) \| \| César Amaya \| Pop \| 45.º eliminado (nivel 10) \| \| Jona Camacho \| Rock \| 44.º eliminado (nivel 10) \| \| Samuel Pérez \| Vallenato \| 43.os eliminados (nivel 9) \| \| Mole \| Reguetón \| 43.os eliminados (nivel 9) \| \| Reijy \| Urbano \| 42.os eliminados (nivel 9) \| \| Katta Kastaño \| Pop \| 42.os eliminados (nivel 9) \| \| Chichi Ortiz \| Rumba \| 41.er eliminado (nivel 8) \| \| Nathaly \| Merengue \| 40.os eliminados (nivel 8) \| \| Arbey Suárez \| Vallenato \| 40.os eliminados (nivel 8) \| \| El Indio Harinsavedi \| Balada \| Retirado (nivel 8) \| \| Carolina Mosquera \| Pacífico \| 39.os eliminados (nivel 7) \| \| Suzy \| Rock \| 39.os eliminados (nivel 7) \| \| Jonatan Betancur \| Salsa \| 39.os eliminados (nivel 7) \| \| "La Profe" \| Bolero \| 38.os eliminados (nivel 7) \| \| Harry Actimas \| Merengue \| 38.os eliminados (nivel 7) \| \| Cristian Better \| Vallenato \| 37.os eliminados (nivel 6) \| \| Luis Cano \| Pop \| 37.os eliminados (nivel 6) \| \| Cristhofer \| Flamenco \| 36.os eliminados (nivel 6) \| \| César Del Valle \| Vallenato \| 36.os eliminados (nivel 6) \| \| Koffy \| Rock \| 35.os eliminados (nivel 6) \| \| Mateo Rivilla \| Bolero \| 35.os eliminados (nivel 6) \| \| Mila Martínez \| Cumbia \| 34.ª eliminada (nivel 5) \| \| Sebastian Mejía \| Pop \| 33.er eliminado (nivel 5) \| \| Vanne Martee \| Porro \| 32.ª eliminada (nivel 5) \| \| Luz María Osorio \| Bolero \| 31.ª eliminada (nivel 5) \| \| Jhoan Felipe Londoño \| Ranchera \| 30.º eliminado (nivel 5) \| \| María Valentina Ángeles \| Pop \| 29.ª eliminada (nivel 5) \| \| "La Pepe" \| Jazz \| 28.ª eliminada (nivel 5) \| \| El Tenor del Rock \| Rock \| 27.º eliminado (nivel 5) \| \| Padre Oto \| Carranga \| 26.º eliminado (nivel 4) \| \| Paula Olarte \| Merengue \| 25.ª eliminada (nivel 4) \| \| Diego Villa \| Popular \| 24.º eliminado (nivel 4) \| \| Dubán Ortiz \| Vallenato \| 23.er eliminado (nivel 4) \| \| Miguel Ángel Morales \| Salsa \| 22.º eliminado (nivel 4) \| \| Luisa Nicholls \| Electro Latino \| 21.ª eliminada (nivel 4) \| \| Andrés De La Ossa \| Electropop \| 20.º eliminado (nivel 4) \| \| Patio 4 \| Salsa \| 19.º eliminado (nivel 4) \| \| Alan García \| Vallenato \| 18.º eliminado (nivel 4) \| \| Mapi \| Pop \| 17.ª eliminada (nivel 4) \| \| Cristian Báez \| Pop \| 16.º eliminado (nivel 4) \| \| Daniel Gómez \| Salsa \| 15.º eliminado (nivel 4) \| \| Karen Raymon \| Pop \| 14.ª eliminada (nivel 3) \| \| Concha Bernal \| Folclor \| 13.ª eliminada (nivel 3) \| \| Navi \| Electropop \| 12.ª eliminada (nivel 3) \| \| Daniela Jobin \| Blues \| 11.ª eliminada (nivel 3) \| \| Juano \| Salsa \| 10.º eliminado (nivel 3) \| \| Jonathan McCormick \| Bolero \| 9.º eliminado (nivel 3) \| \| Mateo Gonzáles \| Ranchera \| 8.º eliminado (nivel 3) \| \| Vivi Ocampo \| Pop \| 7.ª eliminada (nivel 3) \| \| Melissa Láhur \| Pop \| 6.ª eliminada (nivel 3) \| \| Dulce Nava \| Popular \| 5.ª eliminada (nivel 3) \| \| La Perla \| Ranchera \| Retirada (nivel 3) \| \| Jhogy Style \| Urbano \| 4.º eliminado (nivel 3) \| \| Daniel Duarte \| Popular \| 3.er eliminado (nivel 3) \| \| David Carl \| Salsa \| 2.º eliminado (nivel 3) \| \| Laura Pájaro \| Pop \| 1.ª eliminada (nivel 3) \| |                            |
| Nombre                  | Género musical | Información                |
| Jhon Onofre             | Llanera | Ganador (nivel 12)         |
| El Puma del Vallenato   | Vallenato | Finalista (nivel 12)       |
| Mr. Steve               | Urbano | Finalista (nivel 12)       |
| Rafy Champion           | Salsa | Finalista (nivel 12)       |
| Edier Navarro           | Popular | 47.º eliminado (nivel 11)  |
| Dora Helena             | Ranchera | 46.ª eliminada (nivel 11)  |
| César Amaya             | Pop | 45.º eliminado (nivel 10)  |
| Jona Camacho            | Rock | 44.º eliminado (nivel 10)  |
| Samuel Pérez            | Vallenato | 43.os eliminados (nivel 9) |
| Mole                    | Reguetón | 43.os eliminados (nivel 9) |
| Reijy                   | Urbano | 42.os eliminados (nivel 9) |
| Katta Kastaño           | Pop | 42.os eliminados (nivel 9) |
| Chichi Ortiz            | Rumba | 41.er eliminado (nivel 8)  |
| Nathaly                 | Merengue | 40.os eliminados (nivel 8) |
| Arbey Suárez            | Vallenato | 40.os eliminados (nivel 8) |
| El Indio Harinsavedi    | Balada | Retirado (nivel 8)         |
| Carolina Mosquera       | Pacífico | 39.os eliminados (nivel 7) |
| Suzy                    | Rock | 39.os eliminados (nivel 7) |
| Jonatan Betancur        | Salsa | 39.os eliminados (nivel 7) |
| "La Profe"              | Bolero | 38.os eliminados (nivel 7) |
| Harry Actimas           | Merengue | 38.os eliminados (nivel 7) |
| Cristian Better         | Vallenato | 37.os eliminados (nivel 6) |
| Luis Cano               | Pop | 37.os eliminados (nivel 6) |
| Cristhofer              | Flamenco | 36.os eliminados (nivel 6) |
| César Del Valle         | Vallenato | 36.os eliminados (nivel 6) |
| Koffy                   | Rock | 35.os eliminados (nivel 6) |
| Mateo Rivilla           | Bolero | 35.os eliminados (nivel 6) |
| Mila Martínez           | Cumbia | 34.ª eliminada (nivel 5)   |
| Sebastian Mejía         | Pop | 33.er eliminado (nivel 5)  |
| Vanne Martee            | Porro | 32.ª eliminada (nivel 5)   |
| Luz María Osorio        | Bolero | 31.ª eliminada (nivel 5)   |
| Jhoan Felipe Londoño    | Ranchera | 30.º eliminado (nivel 5)   |
| María Valentina Ángeles | Pop | 29.ª eliminada (nivel 5)   |
| "La Pepe"               | Jazz | 28.ª eliminada (nivel 5)   |
| El Tenor del Rock       | Rock | 27.º eliminado (nivel 5)   |
| Padre Oto               | Carranga | 26.º eliminado (nivel 4)   |
| Paula Olarte            | Merengue | 25.ª eliminada (nivel 4)   |
| Diego Villa             | Popular | 24.º eliminado (nivel 4)   |
| Dubán Ortiz             | Vallenato | 23.er eliminado (nivel 4)  |
| Miguel Ángel Morales    | Salsa | 22.º eliminado (nivel 4)   |
| Luisa Nicholls          | Electro Latino | 21.ª eliminada (nivel 4)   |
| Andrés De La Ossa       | Electropop | 20.º eliminado (nivel 4)   |
| Patio 4                 | Salsa | 19.º eliminado (nivel 4)   |
| Alan García             | Vallenato | 18.º eliminado (nivel 4)   |
| Mapi                    | Pop | 17.ª eliminada (nivel 4)   |
| Cristian Báez           | Pop | 16.º eliminado (nivel 4)   |
| Daniel Gómez            | Salsa | 15.º eliminado (nivel 4)   |
| Karen Raymon            | Pop | 14.ª eliminada (nivel 3)   |
| Concha Bernal           | Folclor | 13.ª eliminada (nivel 3)   |
| Navi                    | Electropop | 12.ª eliminada (nivel 3)   |
| Daniela Jobin           | Blues | 11.ª eliminada (nivel 3)   |
| Juano                   | Salsa | 10.º eliminado (nivel 3)   |
| Jonathan McCormick      | Bolero | 9.º eliminado (nivel 3)    |
| Mateo Gonzáles          | Ranchera | 8.º eliminado (nivel 3)    |
| Vivi Ocampo             | Pop | 7.ª eliminada (nivel 3)    |
| Melissa Láhur           | Pop | 6.ª eliminada (nivel 3)    |
| Dulce Nava              | Popular | 5.ª eliminada (nivel 3)    |
| La Perla                | Ranchera | Retirada (nivel 3)         |
| Jhogy Style             | Urbano | 4.º eliminado (nivel 3)    |
| Daniel Duarte           | Popular | 3.er eliminado (nivel 3)   |
| David Carl              | Salsa | 2.º eliminado (nivel 3)    |
| Laura Pájaro            | Pop | 1.ª eliminada (nivel 3)    |

#### Segunda temporada
| Participantes                      | \| Nombre \| Edad \| Información \| \| ---------------------------------- \| ---- \| ------------------- \| \| Cristian Plata Cárdenas \| 28 \| Aguachica \| \| Brenda Evelyn Aguirre Duque \| 26 \| La Tebaida \| \| Luis David Iguaran \| 22 \| Santa Marta \| \| Manuel Fernando Gómez \| 30 \| Bucaramanga \| \| Giovanny Arturo Lindo Gómez \| 29 \| Santa Rosa de Cabal \| \| Sunny Daniela Carvajal Llanos \| 21 \| Girardot \| \| María Alejandra del Pino Torres \| 22 \| Bogotá \| \| Carlos Andrés Valencia Simarra \| 23 \| Cartagena de Indias \| \| Ernesto Duran \| 23 \| Ciénaga, Magdalena \| \| Rosebel Cucunuba Duran \| 40 \| Socota, Boyacá \| \| Luis Carlos Eduardo Luque \| 30 \| Bucaramanga \| \| Alisson Joan Castrillón \| 22 \| Cali \| \| Jane Riascos \| 19 \| Olaya Herrera \| \| Mayra Katherine Sayago Silva \| 24 \| Cúcuta \| \| Stefany Castellanos \| 21 \| Bogotá \| \| Stephanie Guzmán López \| 28 \| Barranquilla \| \| Natalia Isabel Bieler Urrea \| 19 \| Cali \| \| Laura Marcela Buitrago Zarate \| 19 \| Villavicencio \| \| Brayan Andrés Oñate Pineda \| 19 \| Riohacha \| \| Luisa Fernanda Morales Montoya \| 24 \| Medellín \| \| Linda Marisol Medina \| 24 \| Bogotá \| \| Laura Cristina Castrillón \| 31 \| Pereira \| \| Stefanny Velez Matta \| 26 \| Bogotá \| \| Isabella Satizabal Gallo \| 25 \| Cali \| \| Edward Obando Muños \| 26 \| Florencia \| \| Yineth Aceneth Ochoa Murcia \| 45 \| Bogotá \| \| Francisco Javier Rodríguez Cardona \| 24 \| Ibagué \| \| Gregorio Miguel Castro \| 43 \| Sincelejo \| \| Lianybeth Arismendi \| 28 \| Caracas, Venezuela \| \| Luz Adriana Vasco \| 29 \| Cali \| \| Leonardo Puello Caraballo \| 29 \| Cartagena de Indias \| \| Carolina Aguirre \| 30 \| Bogotá \| \| Leonardo Hernández Ortiz \| 25 \| Valledupar \| \| Lina Stefany Castro Mahecha \| 33 \| Bogotá \| \| Fausto de la Hoz Chatelain \| 44 \| Barranquilla \| \| Jaime Andrés Cárdenas Royero \| 26 \| Bogotá \| \| Ramón Céspedes Aguilar \| 21 \| Cartagena de Indias \| \| Jhonny Paspur González \| 34 \| Cali \| \| Camila Torres \| 24 \| Ibagué \| \| Daurys Gisela Galvis Arévalo \| 23 \| Cúcuta \| \| Yesid Eduardo Uribe Ordóñez \| 30 \| Bucaramanga \| \| Juan Pablo Márquez \| 36 \| Cali \| \| Daisy Elena Restrepo Canoz \| 28 \| Itagüi \| \| Francisco Javier Londoño \| 41 \| Santa Rosa de Cabal \| \| Susan Isabel Díaz Cabezas \| 19 \| Santa Marta \| \| José Alberto Joiro Daza \| 35 \| Maicao, La Guajira \| \| Adriana Carolina Redondo \| 32 \| Cartagena de Indias \| \| Gelmar Murillo Ibarguen \| 42 \| Buenaventura \| \| Amanda Yaneth Muñoz Rey \| 42 \| Bogotá \| \| Jessica Alejandra Jaramillo Olaya \| 28 \| Sevilla \| \| Eduardo Víctor Escolar Quiñones \| 23 \| Barranquilla \| \| Dianer Mendoza \| 25 \| Valledupar \| \| Jairo Eduardo González Sánchez \| 39 \| Bogotá \| \| Nicolas Ernesto Triana \| 24 \| Bogotá \| \| Eliana Lucia Raventós \| 27 \| Valledupar \| \| Milciades Cantillo Saumeth \| 31 \| Valledupar \| \| Hugo Alfonso Díaz \| 26 \| Bogotá \| \| Mairim Cibel Vargas León \| 38 \| Cali \| \| Carlos Mario Parra Parodi \| 23 \| Valledupar \| \| Jair Eliecer Santrich Ossa[23] \| 30 \| Barranquilla \| \| Juan Pablo Checa Acosta \| 25 \| Bogotá \| \| Luis Fernando Dávila \| ~40 \| Cali \| \| Cristian Cañaveral \| 29 \| Buga, Valle \| |                     |
| Nombre                             | Edad | Información         |
| Cristian Plata Cárdenas            | 28 | Aguachica           |
| Brenda Evelyn Aguirre Duque        | 26 | La Tebaida          |
| Luis David Iguaran                 | 22 | Santa Marta         |
| Manuel Fernando Gómez              | 30 | Bucaramanga         |
| Giovanny Arturo Lindo Gómez        | 29 | Santa Rosa de Cabal |
| Sunny Daniela Carvajal Llanos      | 21 | Girardot            |
| María Alejandra del Pino Torres    | 22 | Bogotá              |
| Carlos Andrés Valencia Simarra     | 23 | Cartagena de Indias |
| Ernesto Duran                      | 23 | Ciénaga, Magdalena  |
| Rosebel Cucunuba Duran             | 40 | Socota, Boyacá      |
| Luis Carlos Eduardo Luque          | 30 | Bucaramanga         |
| Alisson Joan Castrillón            | 22 | Cali                |
| Jane Riascos                       | 19 | Olaya Herrera       |
| Mayra Katherine Sayago Silva       | 24 | Cúcuta              |
| Stefany Castellanos                | 21 | Bogotá              |
| Stephanie Guzmán López             | 28 | Barranquilla        |
| Natalia Isabel Bieler Urrea        | 19 | Cali                |
| Laura Marcela Buitrago Zarate      | 19 | Villavicencio       |
| Brayan Andrés Oñate Pineda         | 19 | Riohacha            |
| Luisa Fernanda Morales Montoya     | 24 | Medellín            |
| Linda Marisol Medina               | 24 | Bogotá              |
| Laura Cristina Castrillón          | 31 | Pereira             |
| Stefanny Velez Matta               | 26 | Bogotá              |
| Isabella Satizabal Gallo           | 25 | Cali                |
| Edward Obando Muños                | 26 | Florencia           |
| Yineth Aceneth Ochoa Murcia        | 45 | Bogotá              |
| Francisco Javier Rodríguez Cardona | 24 | Ibagué              |
| Gregorio Miguel Castro             | 43 | Sincelejo           |
| Lianybeth Arismendi                | 28 | Caracas, Venezuela  |
| Luz Adriana Vasco                  | 29 | Cali                |
| Leonardo Puello Caraballo          | 29 | Cartagena de Indias |
| Carolina Aguirre                   | 30 | Bogotá              |
| Leonardo Hernández Ortiz           | 25 | Valledupar          |
| Lina Stefany Castro Mahecha        | 33 | Bogotá              |
| Fausto de la Hoz Chatelain         | 44 | Barranquilla        |
| Jaime Andrés Cárdenas Royero       | 26 | Bogotá              |
| Ramón Céspedes Aguilar             | 21 | Cartagena de Indias |
| Jhonny Paspur González             | 34 | Cali                |
| Camila Torres                      | 24 | Ibagué              |
| Daurys Gisela Galvis Arévalo       | 23 | Cúcuta              |
| Yesid Eduardo Uribe Ordóñez        | 30 | Bucaramanga         |
| Juan Pablo Márquez                 | 36 | Cali                |
| Daisy Elena Restrepo Canoz         | 28 | Itagüi              |
| Francisco Javier Londoño           | 41 | Santa Rosa de Cabal |
| Susan Isabel Díaz Cabezas          | 19 | Santa Marta         |
| José Alberto Joiro Daza            | 35 | Maicao, La Guajira  |
| Adriana Carolina Redondo           | 32 | Cartagena de Indias |
| Gelmar Murillo Ibarguen            | 42 | Buenaventura        |
| Amanda Yaneth Muñoz Rey            | 42 | Bogotá              |
| Jessica Alejandra Jaramillo Olaya  | 28 | Sevilla             |
| Eduardo Víctor Escolar Quiñones    | 23 | Barranquilla        |
| Dianer Mendoza                     | 25 | Valledupar          |
| Jairo Eduardo González Sánchez     | 39 | Bogotá              |
| Nicolas Ernesto Triana             | 24 | Bogotá              |
| Eliana Lucia Raventós              | 27 | Valledupar          |
| Milciades Cantillo Saumeth         | 31 | Valledupar          |
| Hugo Alfonso Díaz                  | 26 | Bogotá              |
| Mairim Cibel Vargas León           | 38 | Cali                |
| Carlos Mario Parra Parodi          | 23 | Valledupar          |
| Jair Eliecer Santrich Ossa         | 30 | Barranquilla        |
| Juan Pablo Checa Acosta            | 25 | Bogotá              |
| Luis Fernando Dávila               | ~40 | Cali                |
| Cristian Cañaveral                 | 29 | Buga, Valle         |

#### Tercera temporada
| Participantes       | \| Nombre \| Edad \| Procedencia \| Género musical \| \| ---------------------- \| ---- \| --------------- \| ---------------- \| \| Alexandra Colorado[24] \| 24 \| Cartago \| Balada \| \| Andrés Molina \| 28 \| Medellín \| Ranchera \| \| Claudia \| 47 \| Palmira \| Bolero \| \| Jorge Luis Montaño \| 37 \| Valledupar \| Vallenato \| \| Kristian Camilo \| 22 \| Fómeque \| Popular \| \| Laura Azul \| 32 \| Medellín \| Rock \| \| Lessing Kérguelen \| 31 \| Barranquilla \| Merengue \| \| Pauly Pilar \| 30 \| Montería \| Salsa \| \| Reynell \| 33 \| Santa Marta \| Reguetón \| \| Sebastián \| 36 \| Cali \| Salsa \| \| Betty Kaar \| 43 \| Bogotá \| Salsa \| \| Thalía D'Gola \| 20 \| La Habana \| Salsa \| \| Byordy \| 22 \| Cartagena \| Salsa \| \| Breiner Gaster \| 30 \| Bogotá \| Popular ranchero \| \| Luis Javier Oropesa \| 26 \| La Habana \| Lírico pop \| \| David Julián \| 22 \| El Piñón \| Popular mexicana \| \| Luis Alfonso \| 26 \| Popayán \| Ranchera \| \| David Dag \| 22 \| Cali \| Pop \| \| Cris Montoya \| 34 \| Manizales \| Popular \| \| Jean Piero \| 30 \| Maracaibo \| Vallenato \| \| Febe Merab \| 29 \| Barranquilla \| Folclor \| \| Merybella \| 25 \| Malambo \| Folclor \| \| Luisa Fernanda Meza \| 25 \| Corozal \| Pop \| \| Sugey Torres \| 23 \| Bogotá \| Pop \| \| Willys del Arka \| 39 \| Cali \| Salsa \| \| Miinah \| 30 \| Cartagena \| Reggae \| \| Ángela Reina \| 28 \| Lorica \| Vallenato \| \| Margarita Doria \| 33 \| Barranquilla \| Vallenato \| \| Julián del Valle \| 28 \| Cali \| Ranchera \| \| Olga Castillo \| 26 \| Barrancabermeja \| Salsa \| \| Joel Manjarrés \| 35 \| Montería \| Salsa \| \| Jorge Adel \| 43 \| Riohacha \| Vallenato \| \| Francisco Herrera \| 30 \| Cali \| Salsa \| \| Gianny \| 25 \| Barranquilla \| Popular \| \| Valeria Quintero \| 24 \| Buga \| Ranchera \| \| Yaneth Patric \| 42 \| Medellín \| Ranchera \| \| Jeff \| 34 \| Medellín \| Pop \| \| Nico Hernández \| 19 \| Bogotá \| Pop \| \| Diana Baless \| 38 \| Villavicencio \| Salsa \| \| Sophii \| 21 \| Medellín \| Pop \| \| Marianita Linares \| 22 \| Bogotá \| Ranchera \| \| Daniela Sanjuanello \| 26 \| Barranquilla \| Pop fusión \| \| Alana \| 27 \| Medellín \| Urban \| \| Alenoise \| 21 \| Bogotá \| Pop \| \| Nicco Pereira \| 42 \| Cali \| Pop \| \| Carojazz \| 26 \| Medellín \| Jazz \| \| Toba Zuleta \| 54 \| Valledupar \| Vallenato \| \| Diego A. \| 30 \| Medellín \| Popular \| |                 |                  |
| Nombre              | Edad | Procedencia     | Género musical   |
| Alexandra Colorado  | 24 | Cartago         | Balada           |
| Andrés Molina       | 28 | Medellín        | Ranchera         |
| Claudia             | 47 | Palmira         | Bolero           |
| Jorge Luis Montaño  | 37 | Valledupar      | Vallenato        |
| Kristian Camilo     | 22 | Fómeque         | Popular          |
| Laura Azul          | 32 | Medellín        | Rock             |
| Lessing Kérguelen   | 31 | Barranquilla    | Merengue         |
| Pauly Pilar         | 30 | Montería        | Salsa            |
| Reynell             | 33 | Santa Marta     | Reguetón         |
| Sebastián           | 36 | Cali            | Salsa            |
| Betty Kaar          | 43 | Bogotá          | Salsa            |
| Thalía D'Gola       | 20 | La Habana       | Salsa            |
| Byordy              | 22 | Cartagena       | Salsa            |
| Breiner Gaster      | 30 | Bogotá          | Popular ranchero |
| Luis Javier Oropesa | 26 | La Habana       | Lírico pop       |
| David Julián        | 22 | El Piñón        | Popular mexicana |
| Luis Alfonso        | 26 | Popayán         | Ranchera         |
| David Dag           | 22 | Cali            | Pop              |
| Cris Montoya        | 34 | Manizales       | Popular          |
| Jean Piero          | 30 | Maracaibo       | Vallenato        |
| Febe Merab          | 29 | Barranquilla    | Folclor          |
| Merybella           | 25 | Malambo         | Folclor          |
| Luisa Fernanda Meza | 25 | Corozal         | Pop              |
| Sugey Torres        | 23 | Bogotá          | Pop              |
| Willys del Arka     | 39 | Cali            | Salsa            |
| Miinah              | 30 | Cartagena       | Reggae           |
| Ángela Reina        | 28 | Lorica          | Vallenato        |
| Margarita Doria     | 33 | Barranquilla    | Vallenato        |
| Julián del Valle    | 28 | Cali            | Ranchera         |
| Olga Castillo       | 26 | Barrancabermeja | Salsa            |
| Joel Manjarrés      | 35 | Montería        | Salsa            |
| Jorge Adel          | 43 | Riohacha        | Vallenato        |
| Francisco Herrera   | 30 | Cali            | Salsa            |
| Gianny              | 25 | Barranquilla    | Popular          |
| Valeria Quintero    | 24 | Buga            | Ranchera         |
| Yaneth Patric       | 42 | Medellín        | Ranchera         |
| Jeff                | 34 | Medellín        | Pop              |
| Nico Hernández      | 19 | Bogotá          | Pop              |
| Diana Baless        | 38 | Villavicencio   | Salsa            |
| Sophii              | 21 | Medellín        | Pop              |
| Marianita Linares   | 22 | Bogotá          | Ranchera         |
| Daniela Sanjuanello | 26 | Barranquilla    | Pop fusión       |
| Alana               | 27 | Medellín        | Urban            |
| Alenoise            | 21 | Bogotá          | Pop              |
| Nicco Pereira       | 42 | Cali            | Pop              |
| Carojazz            | 26 | Medellín        | Jazz             |
| Toba Zuleta         | 54 | Valledupar      | Vallenato        |
| Diego A.            | 30 | Medellín        | Popular          |

## Temporadas
| Temporada | Número de participantes | Inicio                   | Final                   | Concursantes       | Concursantes          | Concursantes       | Concursantes       |
| --------- | ----------------------- | ------------------------ | ----------------------- | ------------------ | --------------------- | ------------------ | ------------------ |
| Temporada | Número de participantes | Inicio                   | Final                   | Ganador            | Finalistas            | Finalistas         | Finalistas         |
| 1         | 64                      | 30 de marzo de 2016      | 1 de julio de 2016      | Jhon Onofre        | El Puma del Vallenato | Mr. Steve          | Rafy Champion      |
| 2         | 64                      | 19 de septiembre de 2017 | 18 de diciembre de 2017 | Jair Santrich      | Jessi Uribe           | Eduardo Escolar    | Milciades Cantillo |
| 3         | 126                     | 5 de febrero de 2020     | 12 de marzo de 2021     | Alexandra Colorado | Lessing Kérguelen     | Sebastián Trujillo | Andrés Molina      |

## Premios y nominaciones

### Premios TVyNovelas
| Año  | Categoría                          | Nominado          | Resultado |
| ---- | ---------------------------------- | ----------------- | --------- |
| 2017 | Mejor jurado de reality o concurso | Silvestre Dangond | Nominado  |

### Premios India Catalina
| Año  | Categoría                                            | Nominado                          | Resultado |
| ---- | ---------------------------------------------------- | --------------------------------- | --------- |
| 2018 | Mejor programa reality o concurso                    | Mejor programa reality o concurso | Nominado  |
| 2018 | Mejor presentador(a) de programas de entretenimiento | Paulina Vega                      | Nominada  |
| 2021 | Mejor programa reality o concurso                    | Mejor programa reality o concurso | Ganador   |
| 2021 | Mejor presentador(a) de programas de entretenimiento | Paulina Vega                      | Ganadora  |

### Produ Awards[31]
| Año  | Categoría                              | Nominado                               | Resultado |
| ---- | -------------------------------------- | -------------------------------------- | --------- |
| 2018 | Mejor Formato de Entretenimiento Local | Mejor Formato de Entretenimiento Local | Ganador   |
| 2018 | Mejor Presentadora de TV               | Paulina Vega                           | Nominada  |
| 2020 | Mejor Formato de Entretenimiento Local | Mejor Formato de Entretenimiento Local | Ganador   |
| 2020 | Mejor Presentadora de TV               | Paulina Vega                           | Ganadora  |

### Kids Choice Awards
| Año  | Categoría                   | Resultado |
| ---- | --------------------------- | --------- |
| 2016 | Reality o concurso favorito | Nominado  |